# Lac Volta
Pour les articles homonymes, voir Volta.
Le lac Volta est un réservoir d’eau douce sur le fleuve Volta au Ghana en Afrique.

## Caractéristiques

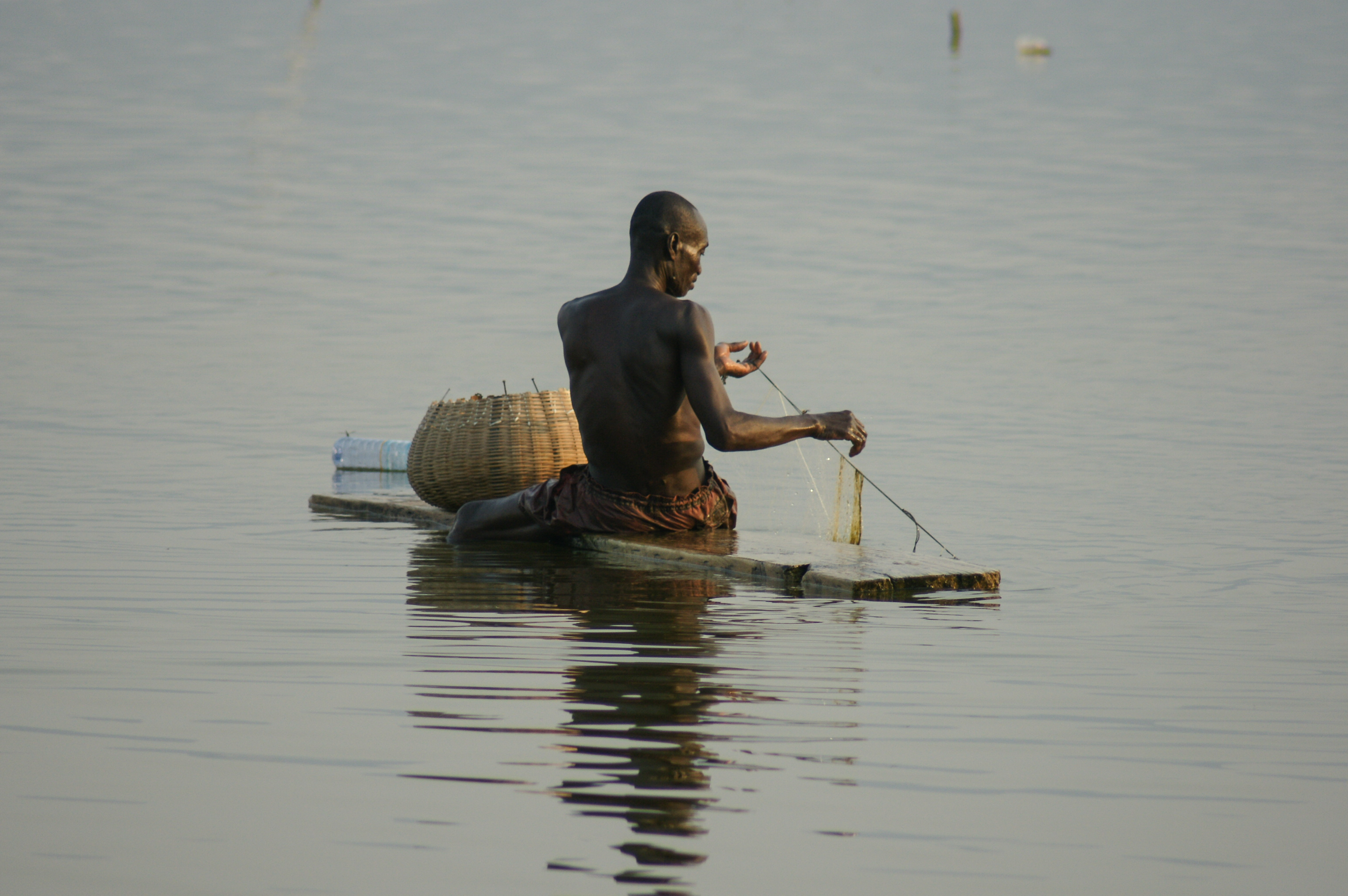
Pêche artisanale.

Il couvre une superficie de 8 502 km2 et il est situé à une altitude de 85 mètres. Il débute au nord au niveau de la ville de Yapei jusqu’au barrage d'Akosombo situé à plus de 500 km au sud. Il est traversé par le méridien de Greenwich. Il s'agit du plus grand lac artificiel au monde.
Le barrage fut construit en 1965. 78 000 personnes furent déplacées à la suite de la création du réservoir. Le barrage produit de l’énergie hydroélectrique (912 MW) et est également important pour le transport local. Le parc national de Digya se trouve à l’ouest du lac.
L'île Dodi est une destination touristique.